# Hiện tượng lưu ảnh trên võng mạc

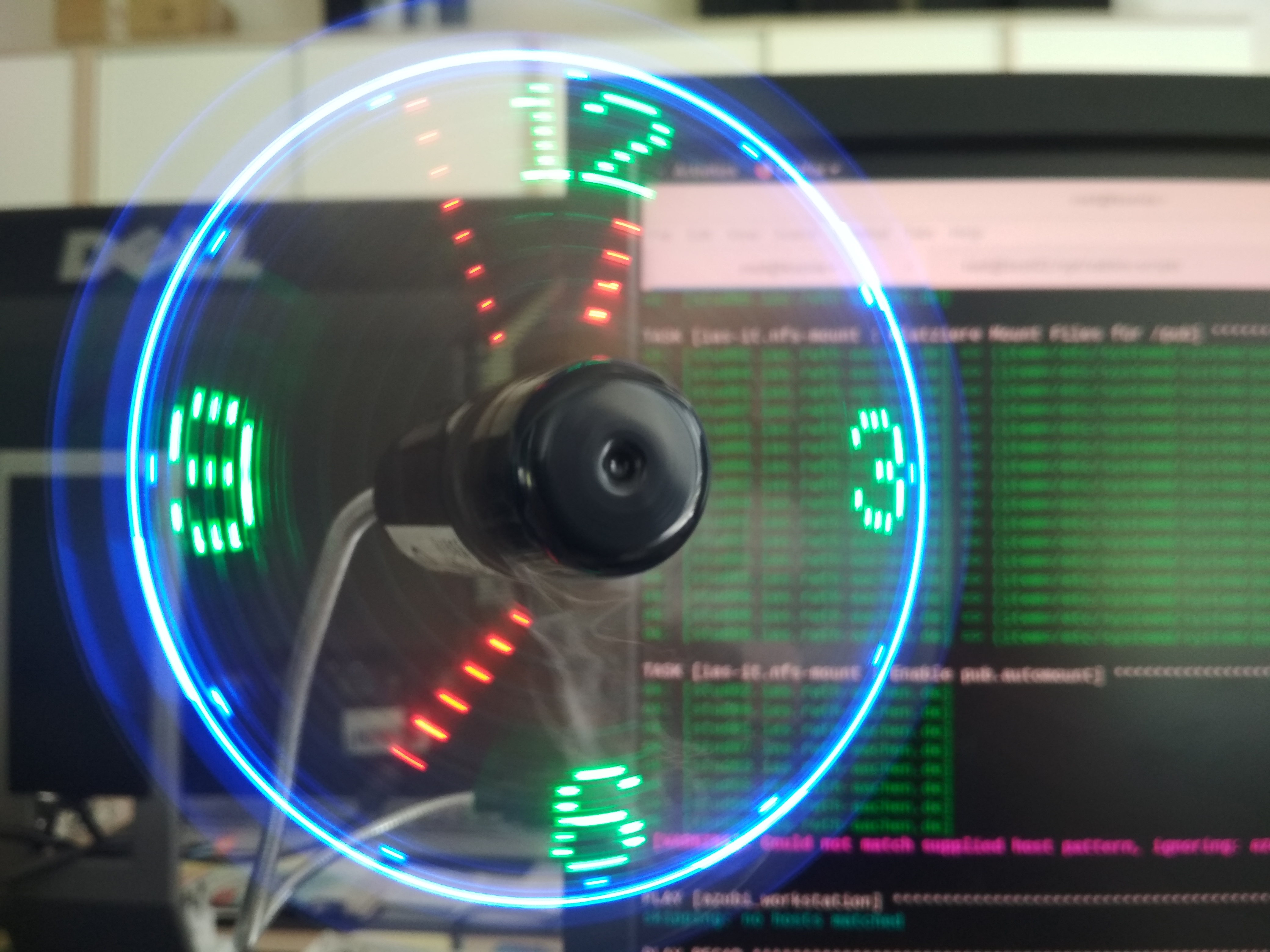
Đồng hồ quạt USB trước màn hình (ứng dụng của hiện tượng lưu ảnh ở mắt)

Hiện tượng lưu ảnh ở mắt (hay còn gọi là sự lưu ảnh ở mắt) là hiện tượng của mắt con người chúng ta khi nhìn một vật nào đó.

## Lịch sử phát hiện
Hiện tượng lưu ảnh ở mắt được nhà vật lý người Bỉ Joseph Plateau phát hiện ra vào năm 1829. Ông nhận thấy rằng trong tầm khoảng 0,1 giây, chúng ta vẫn có cảm giác rằng ta đã nhìn thấy vật. Ông đã giải thích rằng do màng lưới của mắt vẫn còn lưu giữ ảnh dù ánh sáng kích thích không còn nữa. Như vậy, Plateau đã phát hiện ra một hiện tượng thú vị của vật lý cũng như của sinh học.

## Ứng dụng
Hiện tượng lưu ảnh ở mắt rất có tác dụng trong điện ảnh. Cụ thể, khi chiếu phim, cứ sau 0,033 hay 0,04 giây, người ta lại chiếu một frame phim. Khi đó, do hiện tượng nói trên, người xem có cảm giác rằng quá trình trong phim đang diễn ra liên tục.